# 디키즈

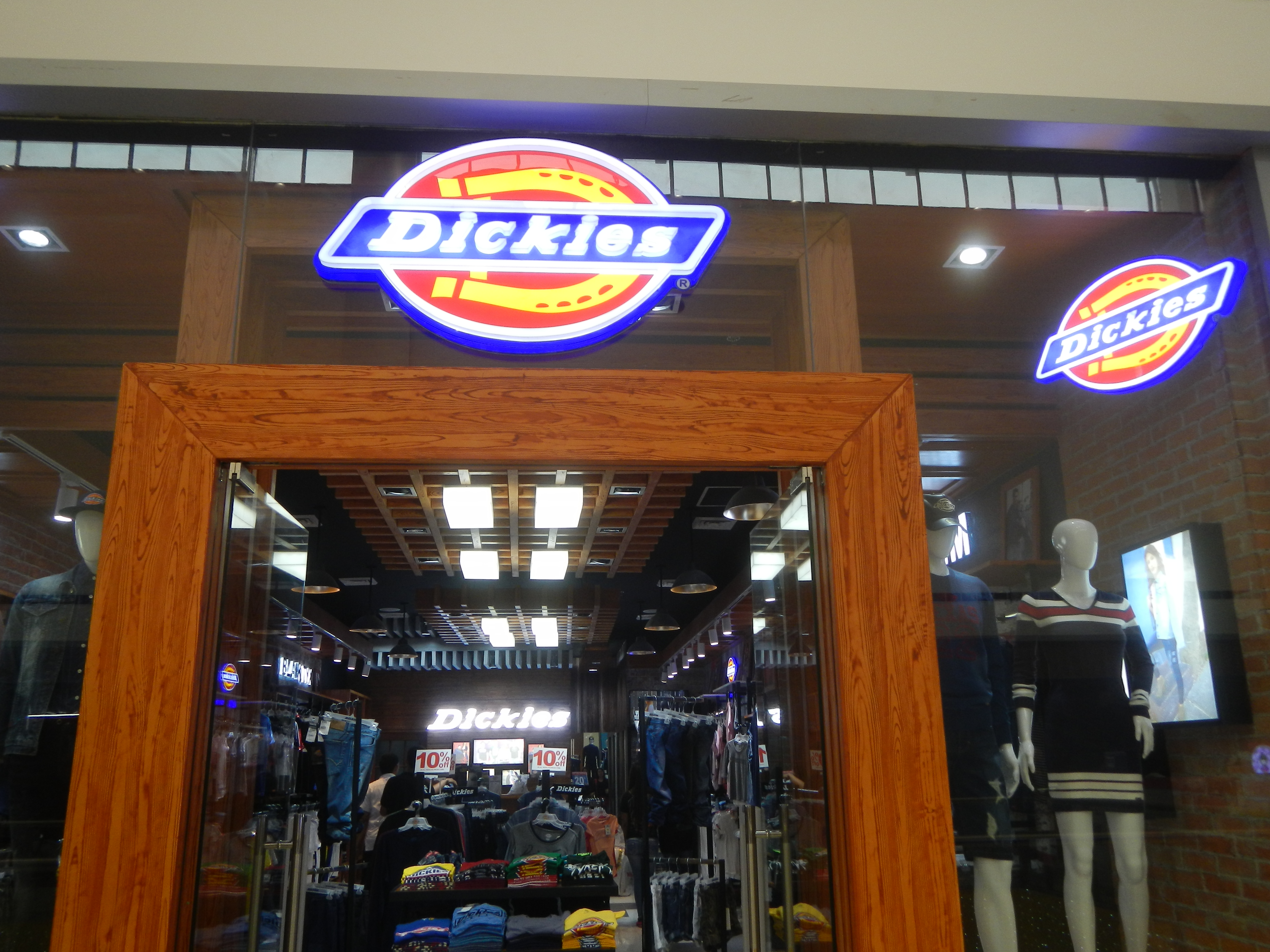
필리핀에 소재한 디키즈 상점

윌리엄슨 - 디키즈 매녀팩처리 컴퍼니(영어: Williamson-Dickie Manufacturing Company)은 미국의 의류 회사이자 관련 브랜드이다. 대한민국에서는 (주)트랜덱스가 기술 및 상표 제휴하여 판매하고 있다. 

## 주요 상품

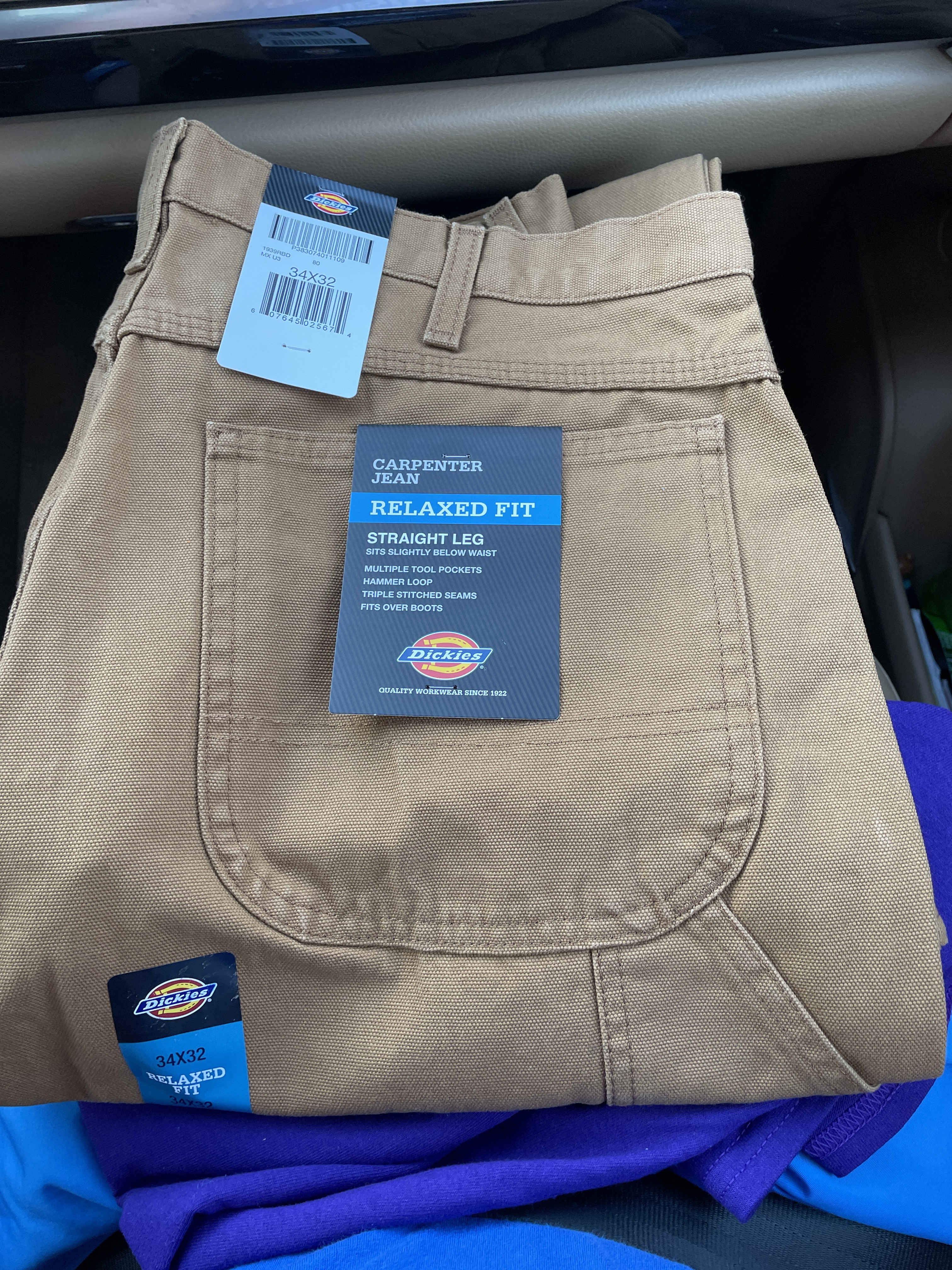
디키즈의 주요 제품인 카고 바지(카펜터 펜츠)

디키즈는 미국 텍사스주 포트워스를 연고로 하는 워크웨어 스타일로 유명하다. 실제로 디키즈의 주요 제품은 작업복에서 영감을 받아서 내구성과 완성도에 초점을 두고 있다.